# Federación de Boxeo Internacional de Mujeres
La Federación de Boxeo Internacional de Mujeres, llamada en inglés Women's International Boxing Federation (WIBF), es una organización sancionadora de boxeo femenino. Fue fundada en marzo de 1989 con sede en el condado estadounidense de Miami, Florida. Su presidenta es la púgil retirada Barbara Buttrick.